# Albalate de Zorita
Albalate de Zorita est une commune d'Espagne de la province de Guadalajara dans la communauté autonome de Castille-La Manche.